# Чхуннёльса
Чхуннёльса (кор. 충렬사) — святилище в районе Тоннэгу города-метрополиса Пусан, где хранятся поминальные таблички в честь павших корейских патриотов в осаде Пусанджина, битве за Тадэпхо и битве за Тоннэ во время японских вторжений на Корею.

## История
Чхуннёльса было построено мэром Тоннэ-бу (городской округ Тоннэ) Юн Хвоном в 1605 году и первоначально носило название «Сонгонса» (кор. 송공사). Здание было возведено на холме Нонджусан, недалеко от южных ворот крепости Тоннэыпсон в честь мэра Сон Санхёна, который погиб в битве за Тоннэ Затем в 1624 году по просьбе министра Ли Мингу король Инджо изменил название святилища на «Чхуннёльса» — в честь генерала Чон Баля, который погиб в крепости Пусанджинсон во время осады Пусанджина.
В 1625 году вокруг здания святилища было построено конфуцианское образовательное учреждение — «Аллак-Совон» (кор. 안락서원); при нём были построены жилые помещения и аудитории, дабы оно могло выполнять функции храма, общежития и библиотеки. Чхуннёльса стало частью Аллак-Совона.
В 1709 году было построено отдельное святилище на первоначальном месте расположения святилища Сонгонса — в память павших героев Имджинской войны: среди тех, кому было посвящено святилище, — глава уезда Янсан Чо Ёнгю, преподаватель местного среднего учебного заведения Тоннэ-Хянгё Но Гэбан, конфуцианский учёный Мун Доккём, военачальник Ян Джохан, военачальники Сон Бонсу и Ким Хису, проводник Син Ёро, чиновник Сон Бэк, житель города Ким Сан и другие. Все они погибли с Сон Санхёном и Чон Балем в битвах Имджинской войны.
В 1736 году все перечисленные, имевшие до того отдельные святилища, стали почитаться только в святилище Чхуннёльса. С 1772 года в этом святилище началось также почитание генерала Юн Хынсина, погибшего в битве за Тадэпхо; за пределами восточных ворот святилища было построено отдельное маленькое здание в память женщин-героев Кымсом и Эхян, которые обе погибли с Сон Санхёном и Чон Балем.
В 1976 году все сооружения Аллак-Совона были снесены, а Чхуннёльса было реконструировано с помощью железобетона в 1978 году, в настоящее время состоит из 16 зданий, включая главный зал общей площадью 93 448 м². Поминальные службы проводятся ежегодно 23 мая.
Святилище занесено в реестр материальных памятников истории и культуры на территории Пусана под номером 7.